# Néapoli (Péloponnèse)
Pour les articles homonymes, voir Neapoli.
Néapoli (en grec : Νεάπολη) est une petite ville grecque située au sud du Péloponnèse, dans la région de la Laconie, sur la péninsule du cap Malée. Elle compte environ 2 500 habitants.
Le port de la ville effectue des liaisons avec les îles de Cythère et d'Élafonissos. Elle est également accessible par autobus à partir de Sparte.